# 상암 아프리카 콜로세움
상암 아프리카 콜로세움(Sangam Afreeca Colosseum)은 대한민국의 서울특별시와 문화체육관광부가 공동으로 건설한 서울특별시 시유재산이다. 현재 공유재산법률 상의 사용수익허가의 방식으로 아프리카TV가 운영하고 있는 국내 유일의 e스포츠 전용 경기장으로, 서울 상암동 에스플렉스센터 12층부터 17층 사이에 위치하고 있다.

## 개요
서울특별시 추정예산 275억 원(건물 전체 약 2,000억 원의 예산 중 e스타디움 면적에 대한 안분예산)과 문화관광부 160억 원의 예산으로 건설되었다. 2009년부터 계획된 것으로 당초에 MBC GAME에서 코엑스에 위치한 히어로센터 대신 사용할 확률이 높았으나 공사가 지연되어 MBC의 상암동 사옥 이전도 늦어지게 되었고, 2012년 폐국되었다.
CJ E&M은 방송장비 구축에 80억 원, 인테리어 등 기타 비용에 20억 원을 사용했다고 한다.
OGN이 용산 e스포츠 스타디움을 2016년 4월 16일까지 사용한 후 이 곳으로 이전했다.
800석 규모의 주 경기장과 3개의 온라인 스튜디오, 예선 등의 진행이 가능한 보조 경기장으로 이루어져 있다. 첫 번째 경기는 주 경기장인 GIGA 아레나에서 열린 4월 17일 하스스톤 마스터즈 코리아 시즌 5 개막전이며, 2016년 4월 30일 개관식과 함께 정식 개관하였다.
2022년 2월, 아프리카TV로 운영주체가 변경되면서 상암 아프리카 콜로세움으로 명칭을 변경했다.

## 구조

### O 스퀘어
12층에 위치한 보조 경기장으로 200여 석 규모가 될 예정이다. 유동 가능한 무대 시설을 갖추어 용산 e스포츠 스타디움의 설비를 가져와 추후 개장할 예정이다.

### GIGA 아레나
14 ~ 16층에 위치한 주 경기장으로 800여 석의 고정 좌석으로 구성되어 있다. 14, 15층은 한 층으로 합쳐져 무대와 부스, 1층 관람석이 설치되어 있고, 16층에 경기장 2층 관람석이 마련되어 있다. 또한 KT와의 제휴 협약을 맺어 기가 와이파이와 인터넷 스트리밍 망이 설치돼 관람객과 시청자들이 다양한 기기를 통해 실시간으로 경기를 관람할 수 있으며, KT 기가 VR 등도 순차적으로 제공된다.

### N 스튜디오
방송촬영용 실내 스튜디오로 켠김에 왕까지 등의 주요 프로그램을 촬영하는 세트장으로 총 4곳이다.

### 기타
방송 주/보조 조정실, e스포츠랩(LAB), 크로마 중계실, 프로덕션룸, 프레스룸 등

### 경기장 외
좌석 및 교통 정보, 실시간 안내 터치 스크린 4개소, 명예의 전당, 포토존, e스포츠 역사 전시관, 프로그램 안내 게시판 및 모니터, 식음료 매점 (입점 예정)